# 松井茂記
松井 茂記（まつい しげのり、1955年10月10日 - ） は、日本の憲法学者。ブリティッシュコロンビア大学教授、大阪大学名誉教授。愛知県出身。

## 来歴
- 1974年3月 - 愛知県立時習館高等学校卒業
- 1978年3月 - 京都大学法学部卒業
- 1980年
  - 3月 - 京都大学大学院法学研究科修士課程修了
  - 4月 - 京都大学法学部助手
- 1983年4月 - 大阪大学法学部助教授
- 1986年6月 - アメリカ合衆国スタンフォード大学ロー・スクールJ.S.D.取得
- 1994年4月 - 大阪大学法学部教授
- 2000年3月 - 博士（法学）（京都大学）（学位論文「二重の基準論」）
- 2004年4月 - 大阪大学大学院高等司法研究科教授
- 2006年1月 - カナダ・ブリティッシュコロンビア大学法科大学院教授[1]

## 著書
- 『「マス・メディアと法」入門』（弘文堂、1988年）
- 『アメリカ憲法入門』（有斐閣，1989年／第2版・1992年／第3版・1995年／第4版・2000年／第5版・2004年／第6版・2008年／第7版・2012年／第8版・2018年／第9版・2023年）
- 『司法審査と民主主義』（有斐閣、1991年）
- 『裁判を受ける権利』（日本評論社、1993年）
- 『二重の基準論』（有斐閣、1994年）
- 『マス・メディア法入門』（日本評論社、1994年）
- 『情報公開法』（岩波新書，1996年）
- 『日本国憲法』（有斐閣，1999年／第2版・2002年／第3版・2007年／第4版・2022年）
- 『少年事件の実名報道は許されないのか──少年法と表現の自由』（日本評論社、2000年）
- 『情報公開法入門』（岩波新書，2000年）
- 『情報公開法』（有斐閣，2001年）
- 『ブッシュ対ゴア──2000年アメリカ大統領選挙と最高裁判所』（日本評論社、2001年）
- 『インターネットの憲法学』（岩波書店、2002年／新版・2014年）
- 『日本国憲法を考える』（大阪大学出版会、2003年）大阪大学新世紀レクチャー
- 『マス・メディアの表現の自由』（日本評論社、2005年）
- 『性犯罪者から子どもを守る メーガン法の可能性』（中公新書、2007年）
- 『LAW IN CONTEXT憲法──法律問題を読み解く35の事例』（有斐閣、2010年）
- 『カナダの憲法──多文化主義の国のかたち』（岩波書店、2012年）
- 『表現の自由と名誉毀損』（有斐閣、2013年）
- 『図書館と表現の自由』（岩波書店、2013年）

## 共編著
- 『インターネットと法』高橋和之共編著（有斐閣，1996年）
- 『シネマで法学』野田進共編著（有斐閣ブックス、2000年）
- 『はじめての法律学 HとJの物語』松宮孝明、曽野裕夫共著（有斐閣アルマ，2000年）
- 『メディアの法理と社会的責任』渡辺武達と責任編集（ミネルヴァ書房、2004年）

## 翻訳
- ジョン・ハート・イリィ(John Hart Ely)『民主主義と司法審査』佐藤幸治共訳（成文堂、1990年）
- D.ケアリズ編『政治としての法 批判的法学入門』松浦好治共編訳（風行社、1991年）